# Ultra Street Fighter II: The Final Challengers
Ultra Street Fighter II : The Final Challengers est un jeu de combat développé et édité par Capcom pour la console de jeux vidéo Nintendo Switch, sorti dans le monde entier le 26 mai 2017. Il s'agit d'une version mise à jour de Super Street Fighter II Turbo sorti en 1994. Le jeu propose deux styles graphiques : le pixel art classique et l'art haute définition mis à jour. De nouveaux mécanismes et modes de jeu ont également été introduits, avec des modifications mineures apportées à l'équilibre du jeu. Le jeu a recueilli des critiques positives comme mitigées de la part de certains chroniqueurs, qui ont loué ses visuels mis à jour, mais se sont plaints du prix de 40 $, le mode Way of the Hado et les problèmes de contrôle.

## Système de jeu
Ultra Street Fighter II : The Final Challengers est une version mise à jour du jeu de combat de 1991 Street Fighter II : The World Warrior. Le gameplay est basé sur l'itération Super Street Fighter II Turbo de Street Fighter II, mais Ultra Street Fighter II introduit de nouveaux mécanismes comme les brise-prises et réajuste l'équilibre du jeu. Le timing des combos a également été ajusté par rapport aux jeux originaux.
Le jeu est jouable , tant graphiquement que d'un point de vue sonore, dans deux styles : le mode graphique "Classique" avec les graphismes pixel art en 4:3 du jeu original ; ou avec le mode graphique "Nouvelle Génération" avec les sprites redessinés de Super Street Fighter II Turbo HD Remix sur un écran large 16: 9. Le jeu prend en charge toutes les options de contrôle de la console Nintendo Switch, y compris le jeu avec un seul contrôleur Joy-Con.
Ultra Street Fighter II comporte un roster de dix-neuf personnages, plus un personnage caché : Les dix-sept combattants de Super Turbo, plus Evil Ryu et Violent Ken, tous deux rajoutés dans cette itération. Evil Ryu est apparu pour la première fois dans la série en 1996, Street Fighter Alpha 2 , et représente Ryu ayant succombé au pouvoir maléfique Satsui no Hado. Violent Ken fait ses débuts officiels dans un jeu Street Fighter, n'étant auparavant apparu que dans le jeu de combat interfranchise SNK vs. Capcom : SVC Chaos . Il représente quant à lui Ken Masters après un lavage de cerveau par M. Bison, et en utilisant les psycho-pouvoirs. Le 20e et dernier inclus, Shin Akuma, un boss secret de Street Fighter Alpha 2, n'est sélectionnable que dans le jeu en local via la saisie d'un code sur l'écran de sélection de personnage, et ce comme le fut Akuma lors de son introduction à la série dans Super Turbo.
Le jeu propose un mode multijoueur local ainsi qu'un mode multijoueur en ligne, doté d'un système de classement par points basé sur les victoires et les défaites d'un joueur . Une fonction "veille" a été ajoutée au mode arcade du jeu, qui permet à d'autres joueurs en ligne de défier et de prendre la place de l'adversaire CPU que le joueur combat généralement en arcade . Un mode de jeu coopératif local à deux joueurs contre l'ordinateur, connu dans les jeux Alpha sous le nom de "Dramatic Battle", a été ajouté dans Ultra Street Fighter II sous le nom de "Buddy Battle",,. De plus, le jeu comprend un mode KO simplifié en un coup.
En plus du gameplay 2D standard, il existe également un nouveau mode de combat exclusif à la première personne de style Street Fighter V / Street Fighter IV / Street Fighter EX connu sous le nom de «Way Of the Hado ». Dans ce mode, le joueur contrôle Ryu dans une perspective à la première personne pour vaincre autant de soldats Shadaloo que possible (voire M. Bison lui-même en tant que boss). Pour ce mode, le joueur doit tenir le contrôleur Joy-Con à deux mains pour effectuer des attaques telles que Hadouken, Shoryuken et Tatsumaki Senpukyaku afin de vaincre les ennemis. Au fur et à mesure que le joueur progresse dans le jeu, le joueur peut gagner des points de croissance pour alimenter Ryu. Le mode a trois difficultés : Débutant, Standard et Extra. Il existe également un mode d'entraînement pour pratiquer les attaques, ainsi qu'un mode sans fin qui permet au joueur de se battre jusqu'à ce que la barre de santé de Ryu soit vide.
USFII inclut également un mode galerie contenant plus de 1400 illustrations du livre d'art SF20 : The Art of Street Fighter . Le joueur peut également y écouter les thèmes de style moderne ou classique de chaque combattant.
Dans le mode Color Edit, le joueur peut créer ses propres palettes alternatives pour chacun des 19 combattants, puis les utiliser en mode Arcade, en mode VS et en batailles en ligne, permettant de stocker jusqu'à 10 palettes personnalisées pour chaque personnage. Ce mode est extrait de Capcom vs SNK 2 : Mark of the Millenium.

## Développement et publication
Ultra Street Fighter II : The Final Challengers a été développé par la société japonaise de jeux vidéo Capcom. L'équipe de développement était composée d'un mélange d'anciens et de jeunes employés, dont certains ont travaillé sur des jeux de combat Capcom récents comme Street Fighter V et Marvel vs. Capcom : Infinite. Le 14 février 2017, le développement du jeu était annoncé comme terminé à 50 %.
Le jeu a été annoncé pour la console Nintendo Switch en janvier 2017, soit au début de la célébration du 30e anniversaire de la franchise Street Fighter,. Le dernier titre de Street Fighter paru sur une console Nintendo étant Super Street Fighter IV : 3D Edition, en 2011 pour la Nintendo 3DS. Capcom a vu le lancement de la Nintendo Switch comme une opportunité d'apporter une toute nouvelle version remixée d'un Street Fighter classique sur une console Nintendo. Aucun portage cependant n'est prévu sur d'autres consoles.
Concernant la décision de revisiter Street Fighter II, le producteur de la série Yoshinori Ono a annoncé vouloir revenir aux racines du titre. Capcom a choisi d'inclure les deux styles graphiques (classique d'origine et HD) afin que le jeu donne aux anciens joueurs un sentiment de nostalgie tout en attirant un public plus jeune avec les sprites redessinés en haute définition créés par Udon Entertainment. L'équipe de développement n'a pas voulu revoir l'équilibre du jeu en masse car elle voulait que le jeu ressemble à un jeu de combat des années 1990. Cependant, ils ont estimé que certains aspects douteux de l'équilibre du jeu devraient être réajustés.
Ultra Street Fighter II: The Final Challengers est sorti le 26 mai 2017.

## Accueil
Ultra Street Fighter II: The Final Challengers a reçu un accueil mitigé, selon l'agrégateur de critiques Metacritic. Bien que les graphismes mis à jour aient été largement salués, le jeu a été critiqué pour avoir facturé 40 $ US ce qui est essentiellement un port mis à jour du Super Street Fighter II Turbo HD Remix, lui-même beaucoup moins cher. Le mode "Way of the Hado" a également été critiqué pour ses commandes de mouvement mal implémentées qui sont susceptibles de confondre les commandes entre elles, ainsi que d'être peu profond en termes de contenu. La fonctionnalité du jeu des contrôleurs Joy-Con a également été critiquée, soulignant des problèmes avec le D-Pad et les commandes analogiques du Joy-Con et suggérant aux joueurs de payer 70 $ supplémentaires pour obtenir un contrôleur Pro. IGN a conclu "Bien qu'il s'agisse de la version la plus complète de Street Fighter II à ce jour, les ajouts spécifiques pour l'occasion ne nous excitent tout simplement pas." 

### Ventes
Le jeu fut un temps le 8e titre le plus vendu au Royaume-Uni, le 3e au Japon, 2nd en Australie et 3e en Nouvelle-Zélande. Dans l'eShop américain de la console, le jeu fut le second titre le plus acheté derrière Minecraft. En août 2017, Takashi Mochizuki du Wall Street Journal ' rapporté que le jeu s'était vendu à plus de 450 000 exemplaires, soit plus que ce à quoi Capcom s'attendait. Pour cette raison, Capcom a montré plus d'intérêt à vendre plus de jeux sur le Switch. En 2018  , le jeu a franchi la barre des 500 000 ventes.